# Polistes

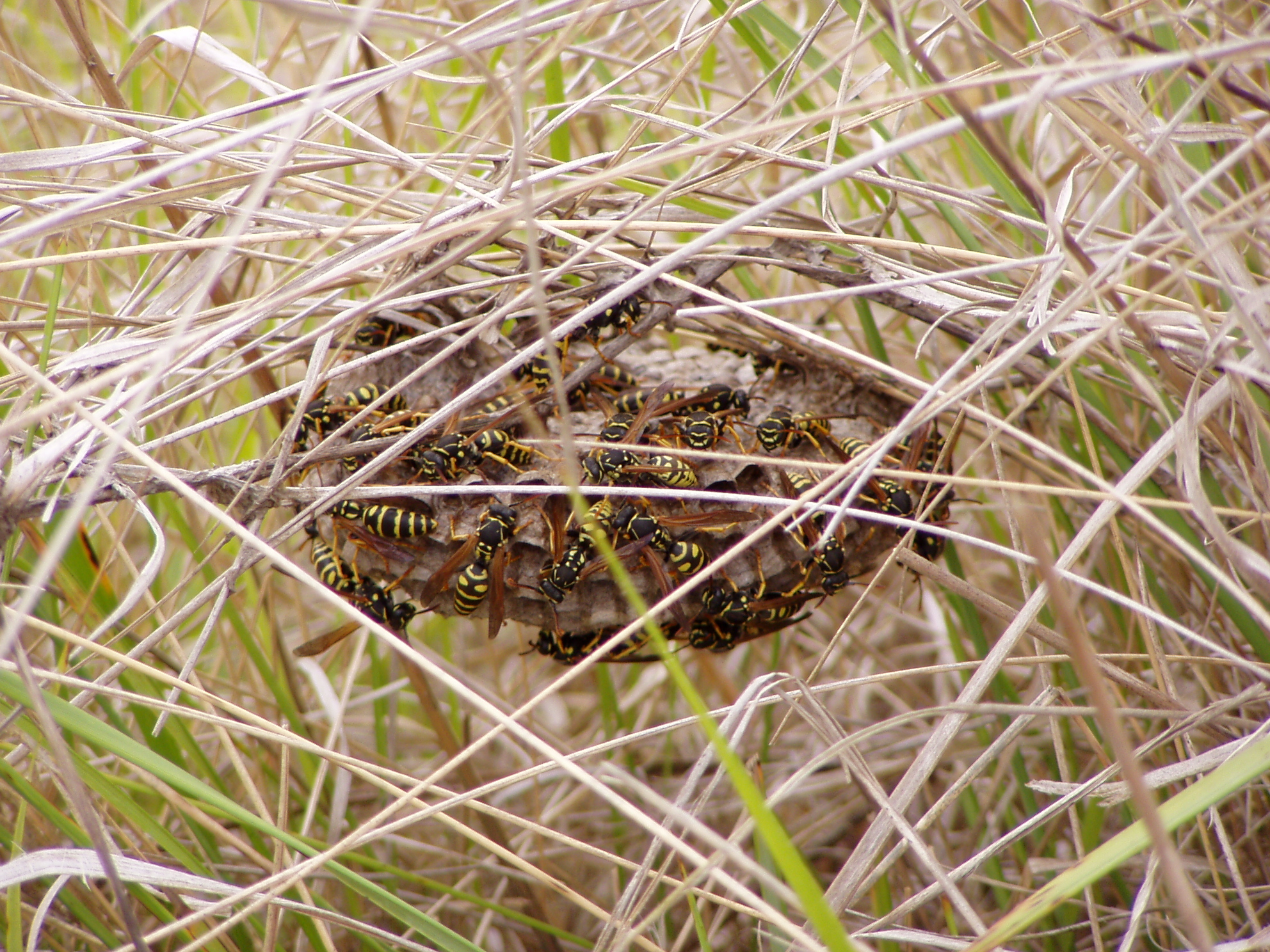
Niu de Polistes gallicus

Polistes és un gènere d'himenòpters apòcrits de la família dels vèspids (Vespidae), subfamília dels polistins (Polistinae). És el gènere més ampli de la família amb més de 300 espècies i subespècies reconegudes. Tenen tendència a construir els nius prop de zones habitades per humans, on no solen ser benvingudes, donada la seva dolorosa picada. Tot i que generalment no són agressives, responen a provocacions per a defensar els seus nius. Totes les espècies són depredadores, i poden consumir grans quantitats d'erugues, fet pel qual se solen considerar beneficioses per l'agricultura.

## Característiques
Les espècies de Polistes són de color groc i negre o marró, combinació cromàtica que adverteix de la seva dolorosa picada (aposematisme). Es poden identificar pel so del seu vol i en el que deixen penjant les llargues potes sota els seu cos. Els seus nius també són molt característics, perquè no tenen embolcall, a diferència dels del gènere Vespula. Diverses espècies es consideren invasores, com Polistes dominula als Estats Units i especialment Polistes chinensis a Nova Zelanda.1
Les picades d'algunes espècies d'aquest grup són especialment doloroses; de fet, els polistes assoleixen el nivell 3 (d'un total de 4) a l'índex de Schmidt que mesura el dolor de les picades dels himenòpters.

## Cicle vital

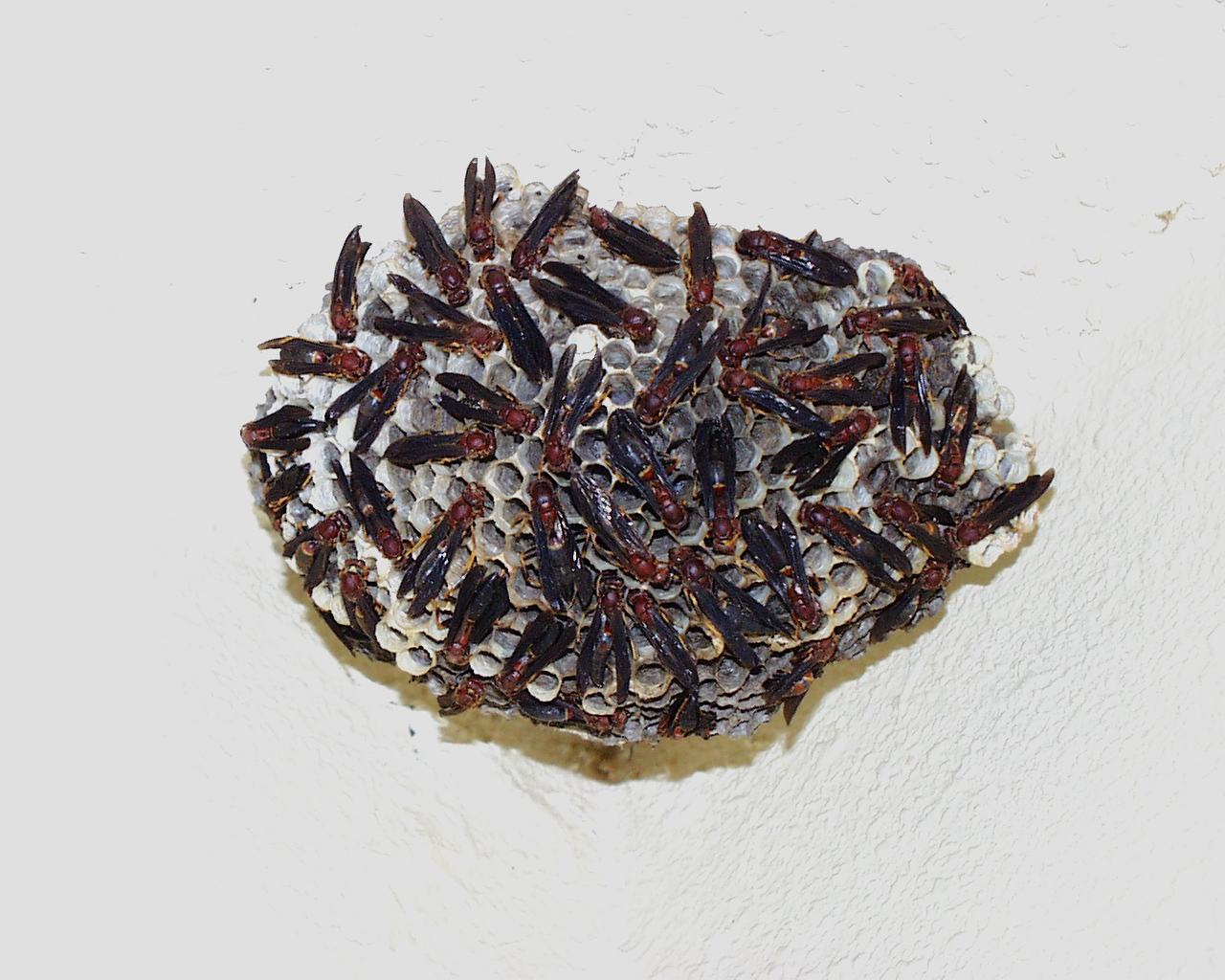
Niu de la vespa del paper vermella (Polistes annularis).

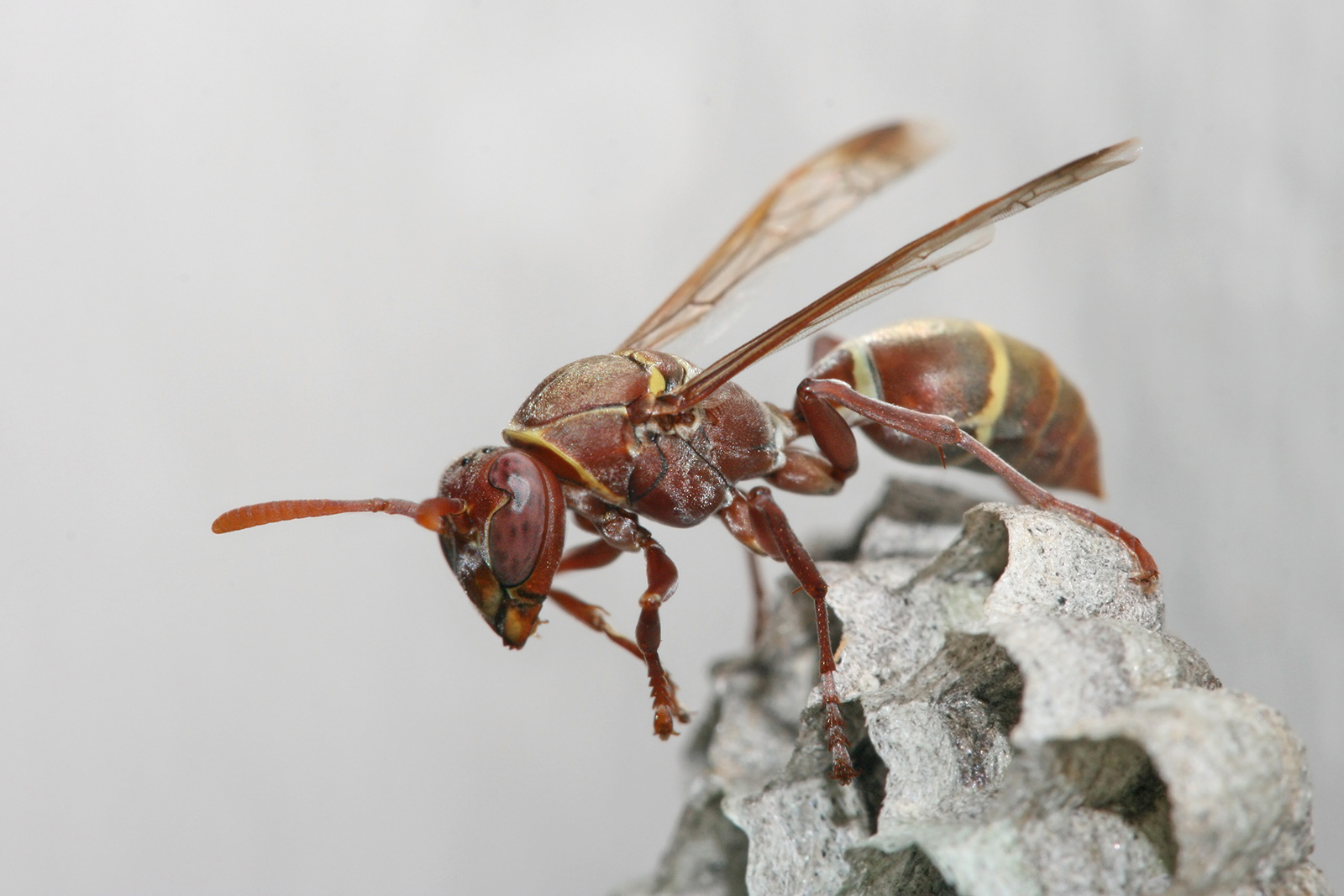
Polistes sp. en un niu.

El cicle vital general de Polistes pot ser dividit en quatre fases:
1. Fase de la fundació (o preeclosió)
2. Fase de les obreres
3. Fase reproductiva
4. Fase intermèdia

## Taxonomia
El nombre d'espècies incloses en el gènere va en augment. Nou d'aquestes espècies són oriündes d'Europa: Polistes associus, P. atrimandibularis, P. biglumis, P. bischoffi, P. dominula, P. gallicus, P. nimpha, P. semenowi i P. sulcifer. Tanmateix en una recent revisió sobre la taxonomia del gènere aquest nombre s'incrementà fins a quinze incorporant P. albellus, P. austroccidentalis, P. bucharensis, P. foederatus, P. mongolicus com a espècies de ple dret.
- Polistes actaeon
- Polistes adelphus
- Polistes adustus
- Polistes affinis
- Polistes africanus
- Polistes albicinctus
- Polistes albocalcaratus
- Polistes angulinus
- Polistes angusticlypeus
- Polistes annularis
- Polistes apachus
- Polistes apicalis
- Polistes aquilinus
- Polistes arizonensis
- Polistes arthuri
- Polistes assamensis
- Polistes associus
- Polistes asterope
- Polistes aterrimus
- Polistes atrimandibularis
- Polistes atrox
- Polistes aurifer
- Polistes badius
- Polistes bahamensis
- Polistes balder
- Polistes bambusae
- Polistes bellicosus
- Polistes bequaertellus
- Polistes bequaerti
- Polistes bequaertianus
- Polistes bicolor
- Polistes biglumis
- Polistes biguttatus
- Polistes billardieri
- Polistes binotatus
- Polistes bischoffi
- Polistes bituberculatus
- Polistes boharti
- Polistes brevifissus
- Polistes buruensis
- Polistes buyssoni
- Polistes callimorpha
- Polistes canadensis
- Polistes candidoi
- Polistes capnodes
- Polistes carnifex
- Polistes carolina
- Polistes cavapyta
- Polistes cavapytiformis
- Polistes chinensis
- Polistes cinerascens
- Polistes claripennis
- Polistes clavicornis
- Polistes comanchus
- Polistes consobrinus
- Polistes contrarius
- Polistes crinitus
- Polistes cubensis
- Polistes davillae
- Polistes dawnae
- Polistes deceptor
- Polistes defectivus
- Polistes delhiensis
- Polistes diabolicus
- Polistes diakonovi
- Polistes dominicus
- Polistes dominula
- Polistes dorsalis
- Polistes ebsohinus
- Polistes eburneus
- Polistes elegans
- Polistes ellenbergi
- Polistes ephippium
- Polistes erythrinus
- Polistes erythrocephalus
- Polistes exclamans
- Polistes extraneus
- Polistes facilis
- Polistes fastidiosus
- Polistes ferreri
- Polistes flavobilineatus
- Polistes flavus
- Polistes fordi
- Polistes formosanus
- Polistes franciscanus
- Polistes fuscatus
- Polistes gallicus
- Polistes geminatus
- Polistes gigas
- Polistes goeldii
- Polistes haugi
- Polistes hebridensis
- Polistes horrendus
- Polistes huacapistana
- Polistes huisunensis
- Polistes humilis
- Polistes incertus
- Polistes indicus
- Polistes infuscatus
- Polistes intermedius
- Polistes iranus
- Polistes japonicus
- Polistes jokahamae
- Polistes kaibabensis
- Polistes khasianus
- Polistes laevigatissimus
- Polistes lanio
- Polistes lateritius
- Polistes latinis
- Polistes legnotus
- Polistes lepcha
- Polistes lineonotus
- Polistes loveridgei
- Polistes lycus
- Polistes macrocephalus
- Polistes madecassus
- Polistes madiburensis
- Polistes major
- Polistes mandarinus
- Polistes maranonensis
- Polistes marginalis
- Polistes meadeanus
- Polistes melanopterus
- Polistes melanosoma
- Polistes melanotus
- Polistes mertoni
- Polistes metricus
- Polistes mexicanus
- Polistes minor
- Polistes moraballi
- Polistes myersi
- Polistes mysteriosus
- Polistes niger
- Polistes nigrifrons
- Polistes nigrifrons
- Polistes nigritarsis
- Polistes nimpha
- Polistes ninabamba
- Polistes nipponensis
- Polistes notatipes
- Polistes obscurus
- Polistes occipitalis
- Polistes occultus
- Polistes oculatus
- Polistes olivaceus
- Polistes opacus
- Polistes ornatus
- Polistes pacificus
- Polistes palmarum
- Polistes paraguayensis
- Polistes penai
- Polistes penthicus
- Polistes perflavus
- Polistes perplexus
- Polistes peruvianus
- Polistes philippinensis
- Polistes poeyi
- Polistes praenotatus
- Polistes pseudoculatus
- Polistes quadricingulatus
- Polistes ridleyi
- Polistes riekii
- Polistes riparius
- Polistes rossi
- Polistes rothneyi
- Polistes rubellus
- Polistes rufidens
- Polistes rufiventris
- Polistes rufodorsalis
- Polistes sagittarius
- Polistes santoshae
- Polistes satan
- Polistes saussurei
- Polistes schach
- Polistes semenowi
- Polistes semiflavus
- Polistes sgarambus
- Polistes shirakii
- Polistes sikorae
- Polistes similis
- Polistes simillimus
- Polistes simulatus
- Polistes smithii
- Polistes snelleni
- Polistes stabilinus
- Polistes stenopus
- Polistes stigma
- Polistes strigosus
- Polistes subsericeus
- Polistes sulcifer
- Polistes takasagonus
- Polistes tenebricosus
- Polistes tenellus
- Polistes tenuispunctia
- Polistes tepidus
- Polistes testaceicolor
- Polistes thoracicus
- Polistes torresae
- Polistes tristis
- Polistes tullgreni
- Polistes utakwae
- Polistes variabilis
- Polistes veracrucis
- Polistes versicolor
- Polistes wattii
- Polistes watutus
- Polistes weyrauchorum
- Polistes williamsi
- Polistes xanthogaster
- Polistes xantholeucus